# رساله

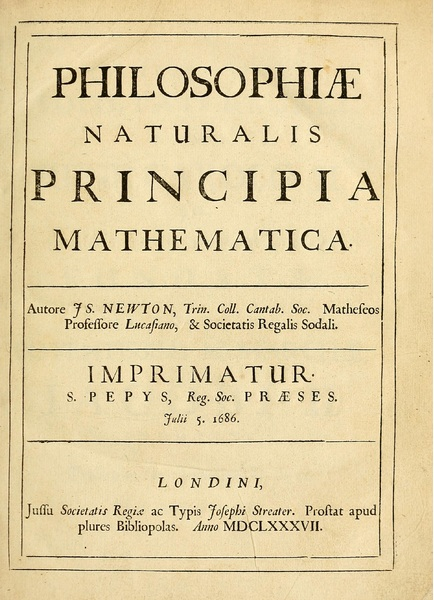
صفحهٔ عنوان کتاب اصول ریاضی فلسفه طبیعی سر آیزاک نیوتن (۱۶۸۷)

رساله یک گفتمان مکتوب رسمی و منظم در مورد یک موضوع است که عموماً طولانی‌تر است و به آن عمیق‌تر از یک مقاله می‌پردازد و بیشتر به بررسی یا افشای اصول موضوع و نتایج آن می‌پردازد. تک‌نگاری رساله‌ای است در یک موضوع تخصصی.

## واژه‌شناسی
واژهٔ «رساله» برای اولین بار در قرن چهاردهم به‌عنوان واژهٔ انگلیسی قرون وسطایی tretis ظاهر شد که از لاتین قرون وسطایی tractatus و لاتین tractare به معنای درمان کردن یا دست زدن به وجود آمد.

## رساله‌های مهم تاریخی

### جدول
آثار ارائه‌شده در اینجا توسط محققان در توسعهٔ تمدن بشری تأثیرگذار شناخته شده‌است.
| عنوان                                | نویسنده             | سال چاپ اول               | موضوع        | مرجع نفوذ         |
| ------------------------------------ | ------------------- | ------------------------- | ------------ | ----------------- |
| هنر رزم                              | سون تزو             | حدود ۵۰۰ سال پیش از میلاد | جنگ          | ارجاع             |
| اصول اقلیدس                          | اقلیدس              | حدود ۳۰۰ سال پیش از میلاد | ریاضیات      | ارجاع             |
| ارته‌شاستره                           | چاناکیا             | ۲۰۰ سال پیش از میلاد      | استیتکرافت   | ارجاع             |
| در باب معماری                        | ویترویوس            | ۳۰ سال پیش از میلاد       | معماری       | ارجاع             |
| المجسطی                              | کلودیوس بطلمیوس     | دهه ۲۰۰                   | اخترشناسی    | ارجاع             |
| Vivekacūḍāmani                       | آدی شانکارا         | دهه ۷۰۰                   | فلسفه        | ارجاع             |
| De re aedificatoria                  | لئون باتیستا آلبرتی | ۱۴۸۵                      | معماری       | ارجاع             |
| شهریار                               | نیکولو ماکیاولی     | ۱۵۳۲                      | سیاست        | ارجاع             |
| دربارهٔ گردش اجرام آسمانی             | نیکلاس کوپرنیک      | ۱۵۴۳                      | اخترشناسی    | ارجاع             |
| گفتار در روش                         | رنه دکارت           | ۱۶۳۷                      | فلسفه        | ارجاع             |
| دو رساله دربارهٔ حکومت                | جان لاک             | ۱۶۶۰                      | دولت         | ارجاع             |
| اصول ریاضی فلسفهٔ طبیعی               | آیزاک نیوتن         | ۱۶۸۷                      | فیزیک        | [ ۳ ] [ ۴ ] [ ۵ ] |
| اپتیکس                               | آیزاک نیوتن         | ۱۷۰۴                      | فیزیک        | ارجاع             |
| ثروت ملل                             | آدام اسمیت          | ۱۷۷۶                      | اقتصاد سیاسی | ارجاع             |
| خاستگاه گونه‌ها                       | چارلز داروین        | ۱۸۵۹                      | زیست‌شناسی    | ارجاع             |
| سرمایه                               | کارل مارکس          | ۱۸۶۷                      | اقتصاد سیاسی | ارجاع             |
| رساله‌ای در مورد الکتریسیته و مغناطیس | جیمز کلرک ماکسول    | ۱۸۷۳                      | فیزیک        | ارجاع             |

### بحث در مورد نمونه‌های منتخب

#### اصول اقلیدس
کتاب اصول اقلیدس بیش از هر کتاب دیگری به‌جز کتاب مقدس چاپ شده‌است و یکی از مهم‌ترین رساله‌های ریاضی است. این کتاب به زبان‌های متعدد ترجمه شده‌است و از ابتدای چاپ به‌طور مداوم در چاپ باقی مانده‌است. پیش از اختراع ماشین چاپ، به صورت دستی کپی می‌شد و به‌طور گسترده منتشر می‌شد. وقتی علما به برتری آن پی بردند، آثار پست را به نفع آن از گردش خارج کردند. بسیاری از نویسندگان بعدی، مانند تئون اسکندریه، نسخه‌های خود را با تغییرات، نظرات و قضایا یا لم‌های جدید ساخته‌اند. بسیاری از ریاضی‌دانان تحت تأثیر شاهکار اقلیدس قرار گرفتند و از او الهام گرفتند. به عنوان مثال، ارشمیدس و آپولونیوس، بزرگ‌ترین ریاضی‌دانان زمان خود، آموزش‌های خود را از شاگردان اقلیدس و اصول او دریافت کردند و توانستند بسیاری از مسائل باز را در زمان اقلیدس حل کنند. این نمونهٔ بارز نحوهٔ نوشتن یک متن در ریاضیات محض است که دارای بدیهیات ساده و منطقی، تعاریف دقیق، قضایای واضح بیان‌شده و براهین قیاسی منطقی است. اصول اقلیدس شامل سیزده کتاب در مورد هندسه (شامل هندسهٔ اجسام سه‌بعدی مانند چندوجهی)، نظریهٔ اعداد و نظریهٔ تناسبات است. این اساساً مجموعه‌ای از تمام ریاضیات شناخته‌شده برای یونانیان تا زمان اقلیدس بود.

#### رسالهٔ ماکسول
جیمز کلرک ماکسول با تکیه بر کارهای پیشینیان خود، به ویژه تحقیقات تجربی مایکل فارادی، قیاس با جریان گرما توسط ویلیام تامسون (بعدها لرد کلوین) و تجزیه و تحلیل ریاضی جرج گرین، تمام آنچه در مورد الکتریسیته و مغناطیس شناخته شده بود را ترکیب کرد. یک چارچوب ریاضی واحد، معادلات ماکسول. در ابتدا، در مجموع ۲۰ معادله وجود داشت. ماکسول در رسالهٔ خود در مورد الکتریسیته و مغناطیس (۱۸۷۳) آنها را به ۸ کاهش داد. ماکسول از معادلات خود برای پیش‌بینی وجود امواج الکترومغناطیسی استفاده کرد که با سرعت نور حرکت می‌کنند. به عبارت دیگر، نور تنها یک نوع موج الکترومغناطیسی است. نظریهٔ ماکسول پیش‌بینی کرد که باید انواع دیگری با فرکانس‌های متفاوت وجود داشته باشد. پس از چند آزمایش هوشمندانه، پیش‌بینی ماکسول توسط هاینریش هرتز تأیید شد. در این فرایند، هرتز آنچه را که امروزه امواج رادیویی نامیده می‌شود تولید و شناسایی کرد و آنتن‌های رادیویی خام و پیشینیان دیش‌های ماهواره را ساخت. هندریک لورنتز با استفاده از شرایط مرزی مناسب، معادلات فرنل را برای بازتاب و انتقال نور در محیط‌های مختلف از معادلات ماکسول استخراج کرد. او همچنین نشان داد که نظریهٔ ماکسول در روشن کردن پدیدهٔ پراکندگی نور در جایی که مدل‌های دیگر شکست خوردند، موفق شد. جان ویلیام استرات (لرد ریلی) و جوسایا ویلارد گیبس سپس ثابت کردند که معادلات نوری به دست آمده از نظریهٔ ماکسول تنها توصیف خودسازگار از بازتاب، شکست و پراکندگی نور مطابق با نتایج تجربی هستند؛ بنابراین اپتیک پایهٔ جدیدی در الکترومغناطیس پیدا کرد.
کار آزمایشی هرتز در الکترومغناطیس علاقه به امکان ارتباط بی‌سیم را برانگیخت که به کابل‌های طولانی و گران‌قیمت نیاز نداشت و حتی از تلگراف نیز سریع‌تر بود. گولیلمو مارکونی تجهیزات هرتز را برای این منظور در دههٔ ۱۸۹۰ اقتباس کرد. او اولین انتقال بی‌سیم بین‌المللی بین انگلستان و فرانسه را در سال ۱۹۰۰ به دست آورد و تا سال بعد، موفق شد پیام‌هایی را با کد مورس در سراسر اقیانوس اطلس ارسال کند. صنعت ترابری با دیدن ارزش آن، این فناوری را به یکباره پذیرفت. پخش رادیویی در قرن بیستم بسیار محبوب شد و در اوایل قرن بیست و یکم به‌طور معمول استفاده می‌شود. اما این الیور هویساید، یکی از حامیان مشتاق نظریهٔ الکترومغناطیسی ماکسول بود که سزاوار بیشترین اعتبار برای شکل‌دادن به چگونگی درک و استفادهٔ مردم از کار ماکسول برای دهه‌های آینده است. او مسئول پیشرفت قابل توجهی در تلگراف الکتریکی، تلفن و مطالعهٔ انتشار امواج الکترومغناطیسی بود. مستقل از گیبس، هویساید مجموعه‌ای از ابزارهای ریاضی معروف به حساب برداری را برای جایگزینی چهارگان‌هایی که در آن زمان مرسوم بود اما هویساید آن‌ها را «ضدفیزیکی و غیرطبیعی» رد کرد، جمع‌آوری کرد.